# Times Square de Saïgon
Le Times Square de Saïgon (vietnamien : Tòa nhà Saigon Times Square) est un édifice construit dans le 1er arrondissement d'Hô Chi Minh-Ville au Viêt Nam.

## Présentation
Le Times Square de Saïgon est une tour de bureaux d'une hauteur de 164 m, situé entre le boulevard piétonnier Nguyen Hue et la rue historique Dong Khoi, le bâtiment Times Square est un développement contemporain à usage mixte au cœur de Saigon.
La tour est actuellement le troisième bâtiment le plus haut à Hô Chi Minh-Ville après la Tour Saigon One et la tour financière Bitexco. 
C'est également le cinquième bâtiment le plus haut du Viêt Nam. 
Times Square héberge le Reverie Saigon, hôtel cinq étoiles de 286 chambres de la chaîne The Leading Hotels of the World. L'immeuble a aussi un service de 89 appartements et 11 900 m2 de bureaux sur huit étages ainsi qu'un palais des congrès.
Financée par « Times Square Investment Joint Stock Company », elle a coûté approximativement 125 millions de dollars américains.

## Galerie

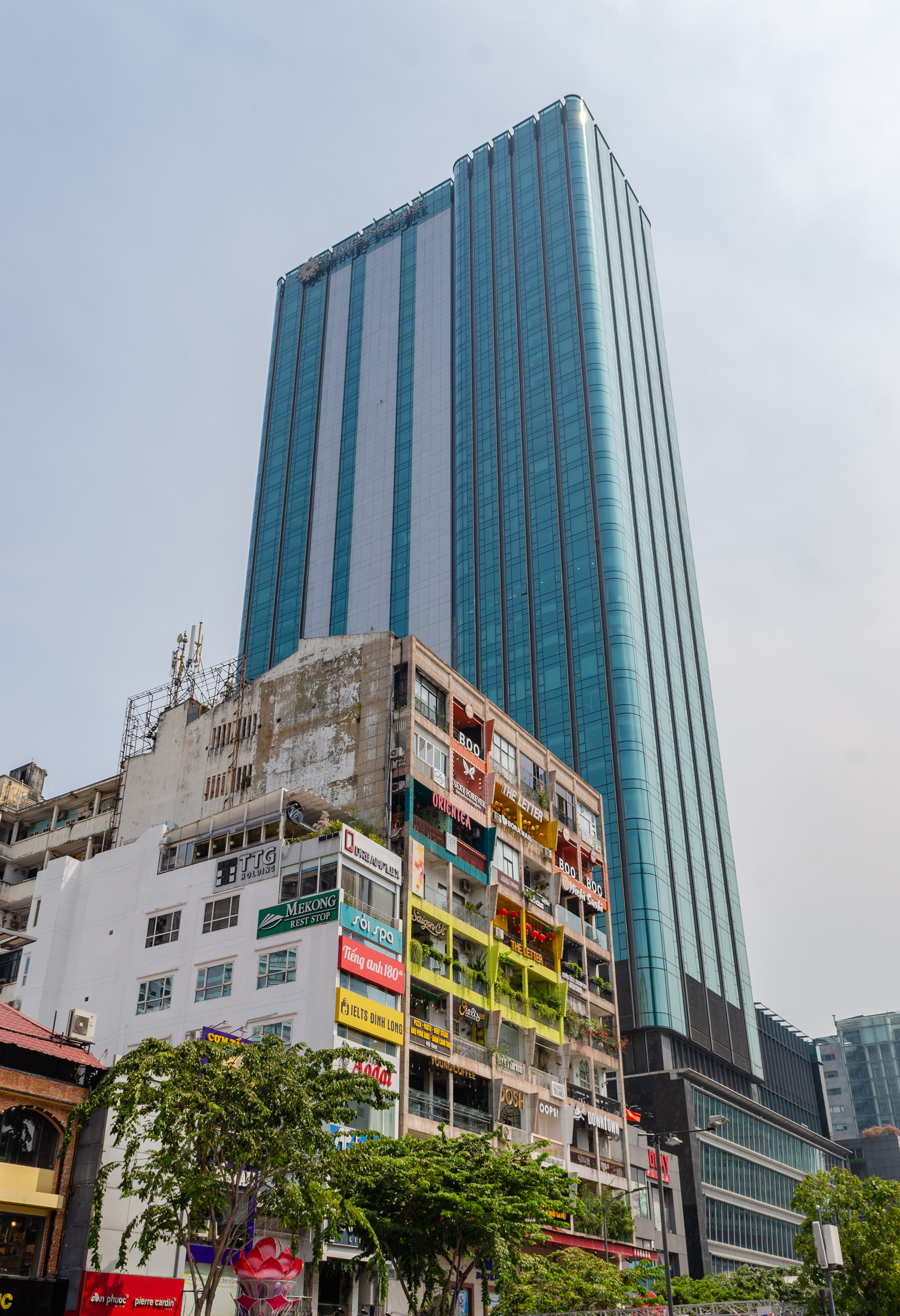
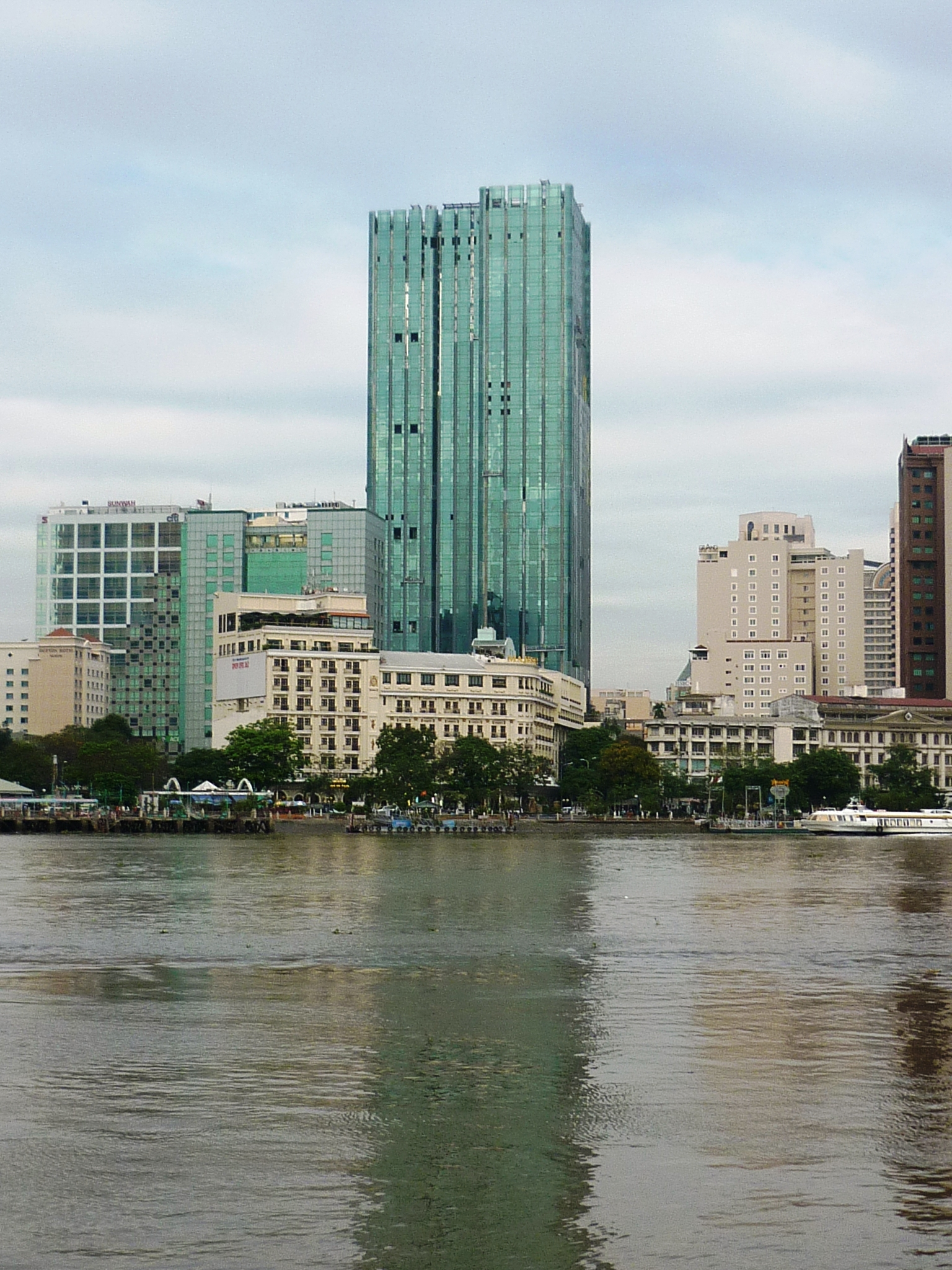
Reflets sur la rivière de Saïgon.
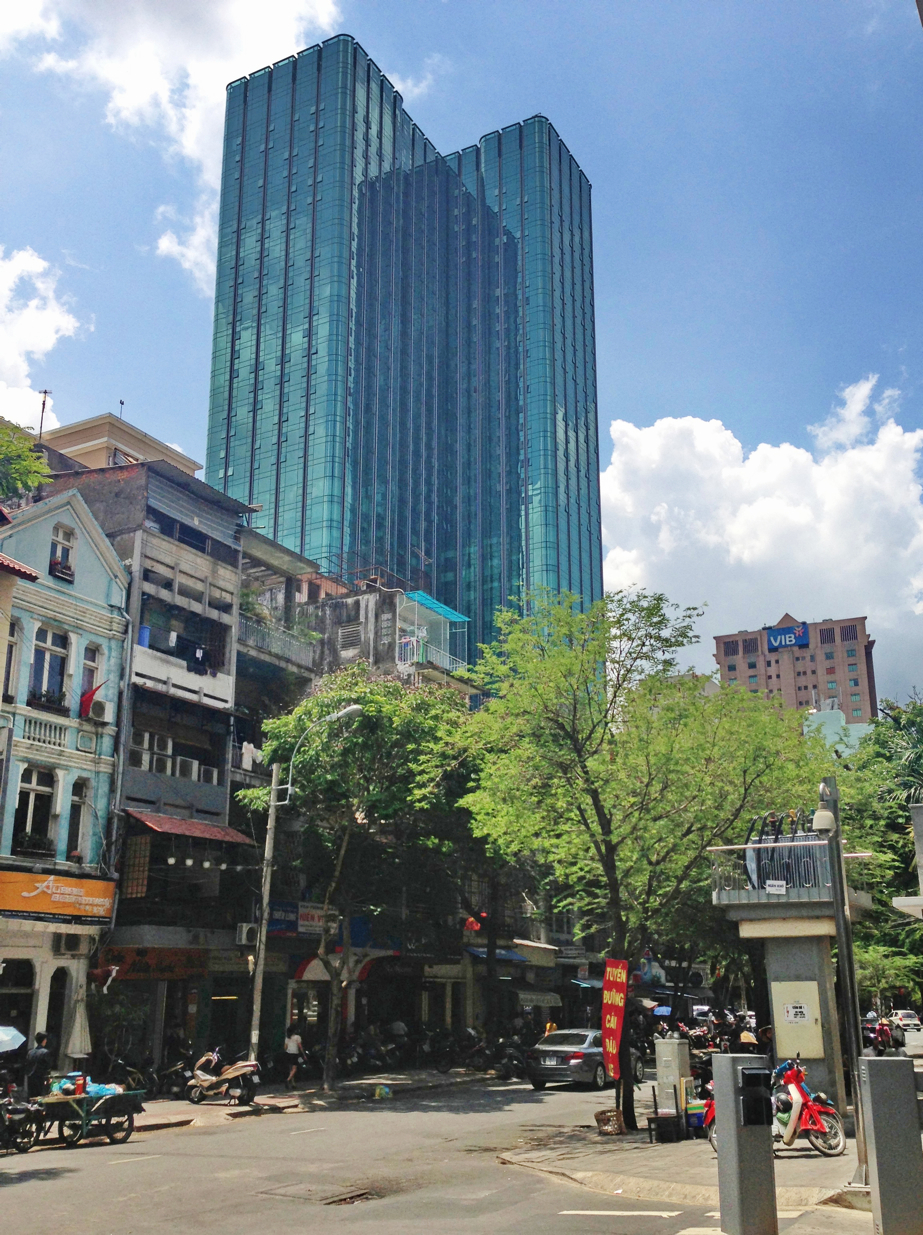
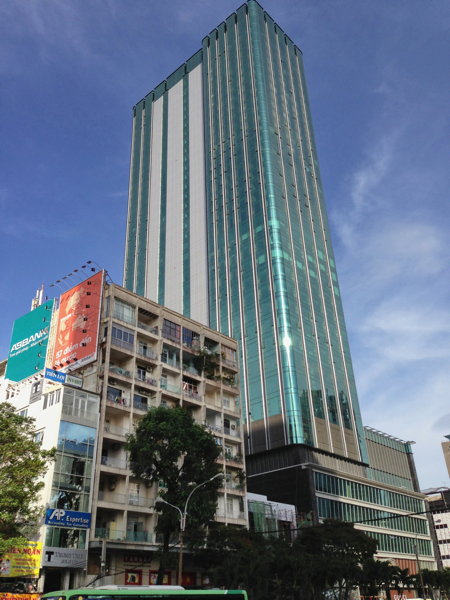
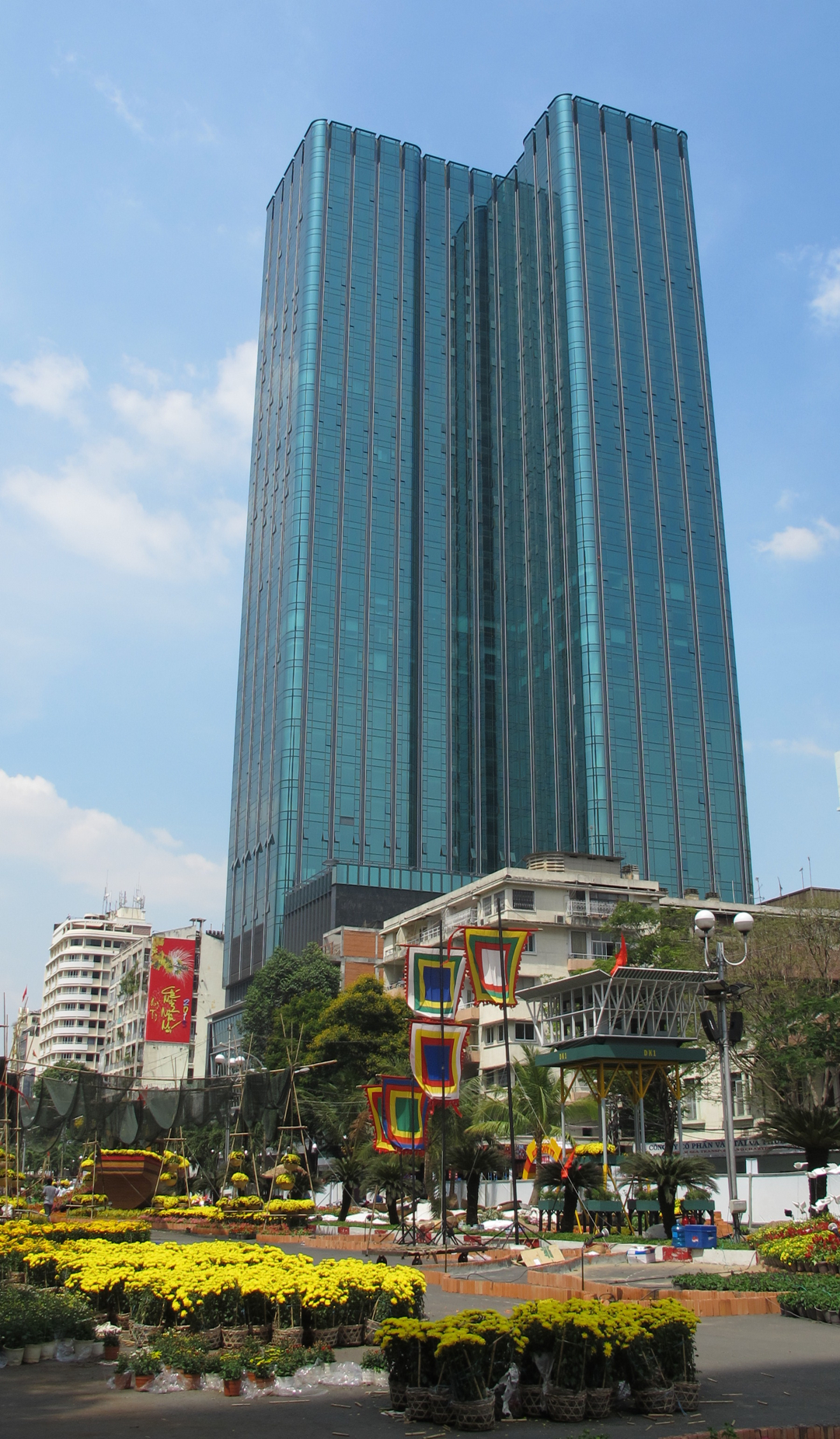

## La construction

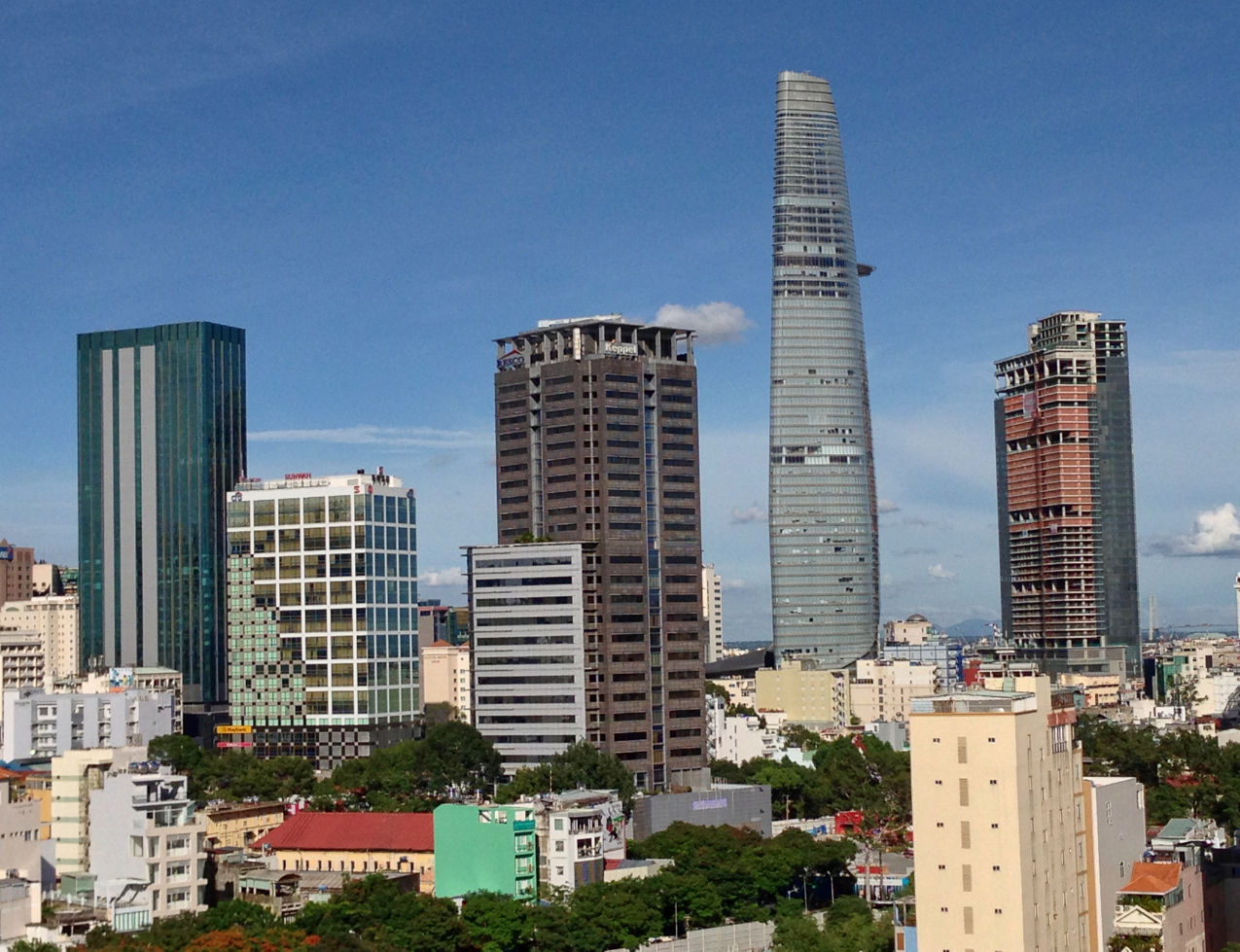
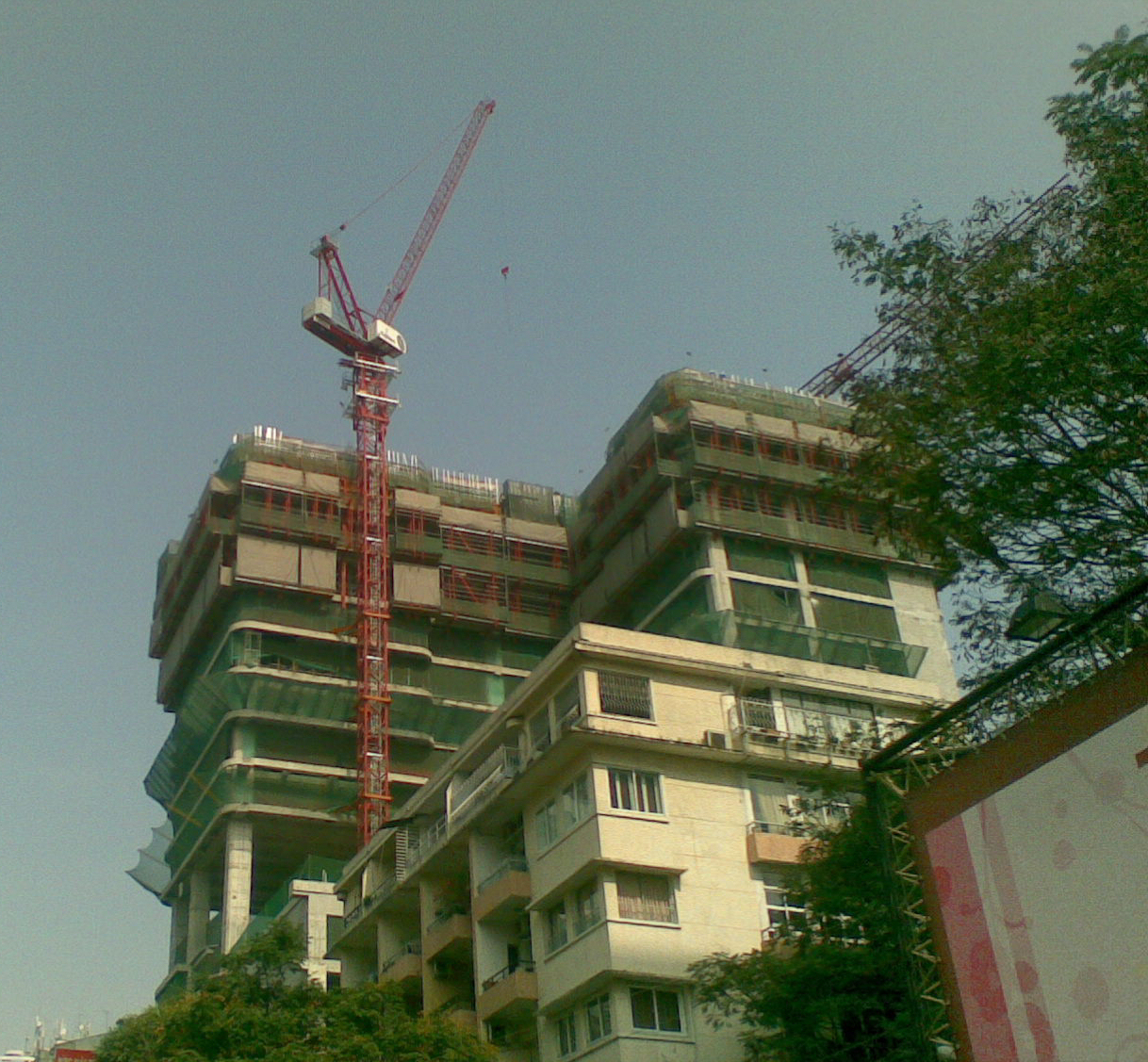
Février 2011.
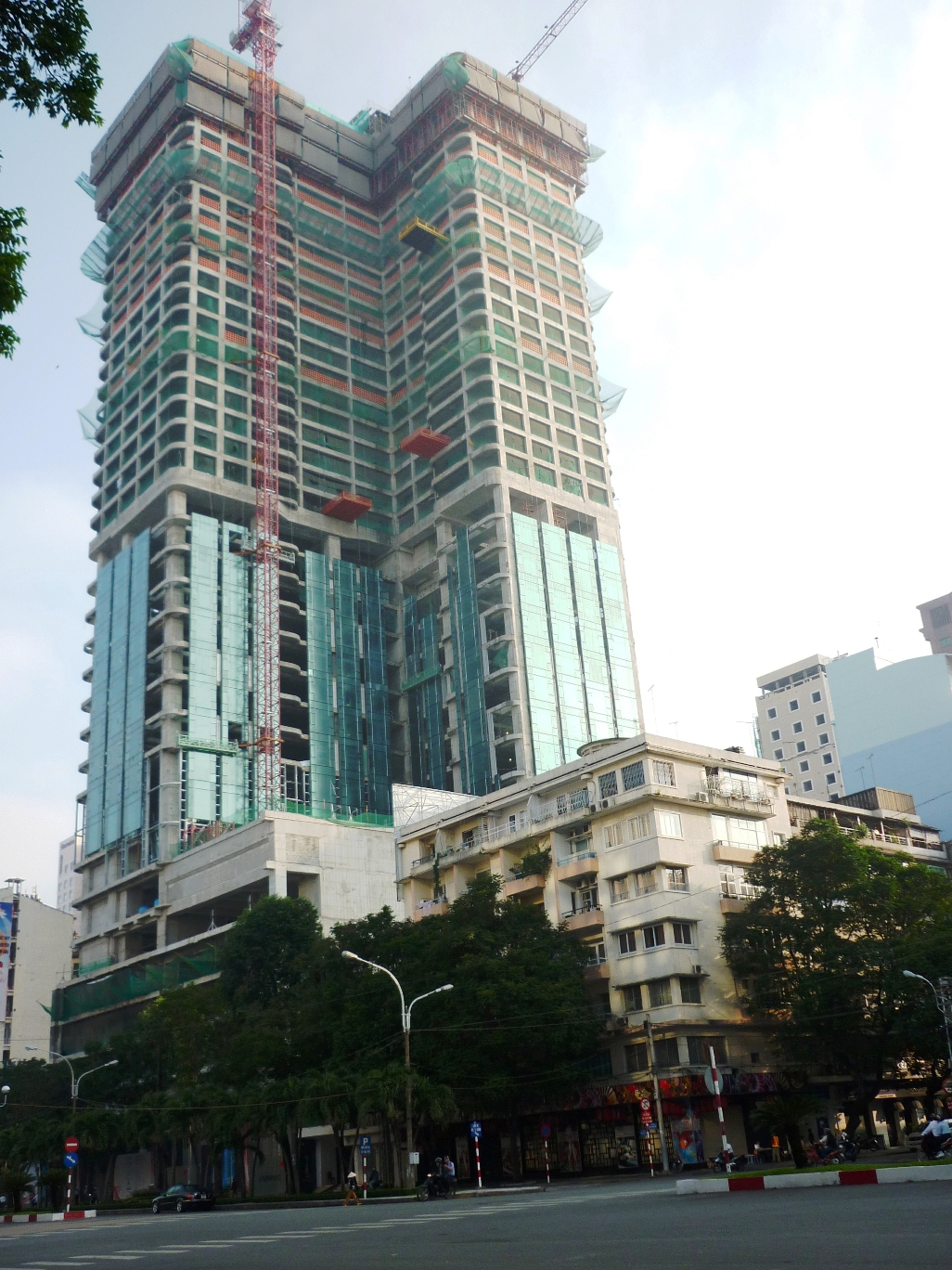
Octobre 2011.
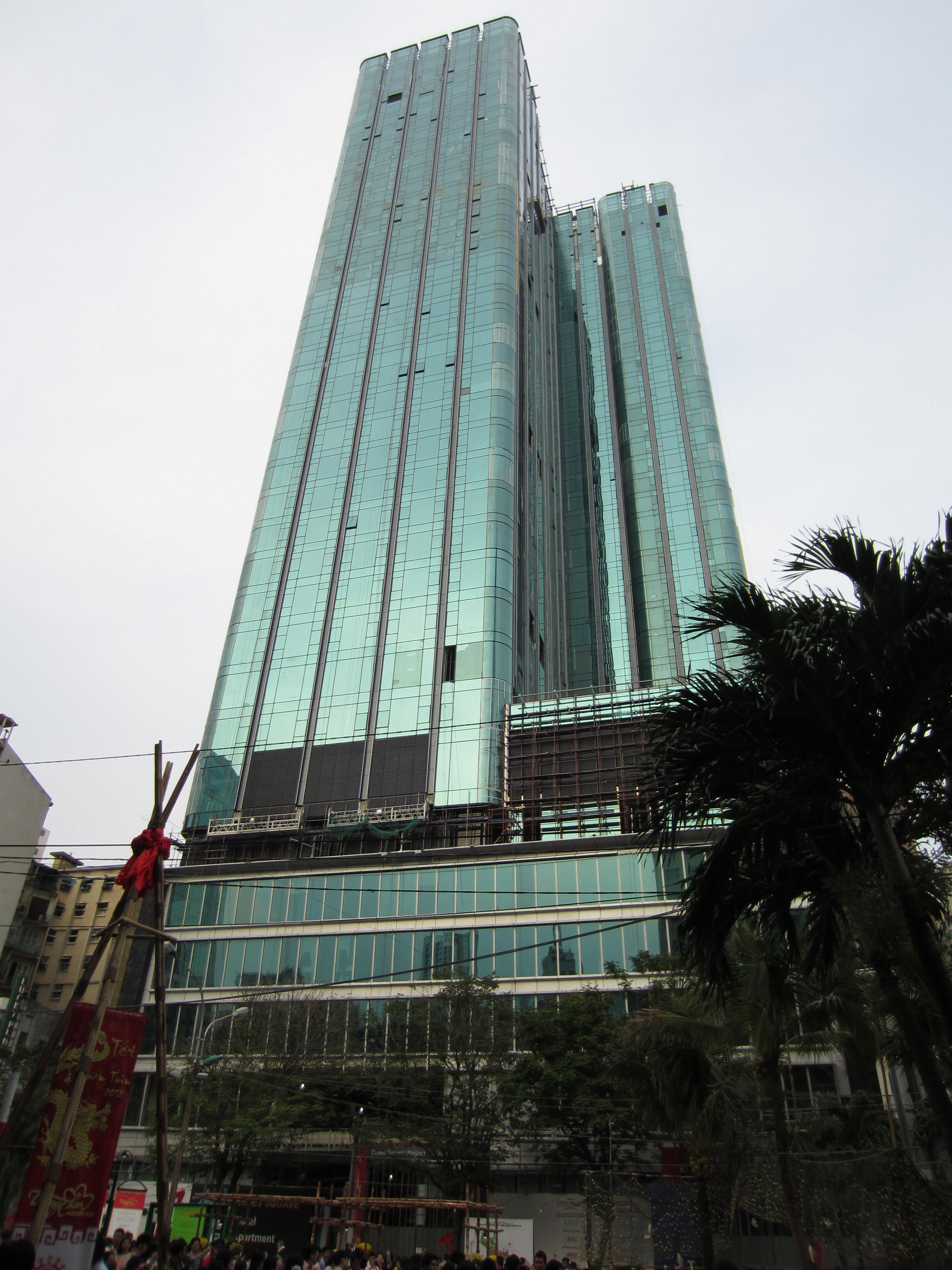
Janvier 2012.